# 京王Liner
京王Liner（日语：／ Keiō Rainā */?），是京王电铁于2018年2月22日起开行的指定座席制列车。京王Liner同时也是该列车的列车种别名称。

## 概要
京王Liner是京王电铁开行的首种座席指定制列车，出于方便旅客于夜间快速舒适返家的目的而开行。列车于每周一至六晚间开行，从新宿站发车，开往京王八王子站及桥本站。
2017年4月至5月京王进行了对座席指定列车爱称的投票活动，候选的名字包括“京王Liner”“京王SmartLiner”“京王PrimeLiner”“Luxpress”“Westar"。最终于2018年1月24日公布选定得票数最多，获总共24000票中约6300票的“京王Liner”为正式名称。

## 运行形态

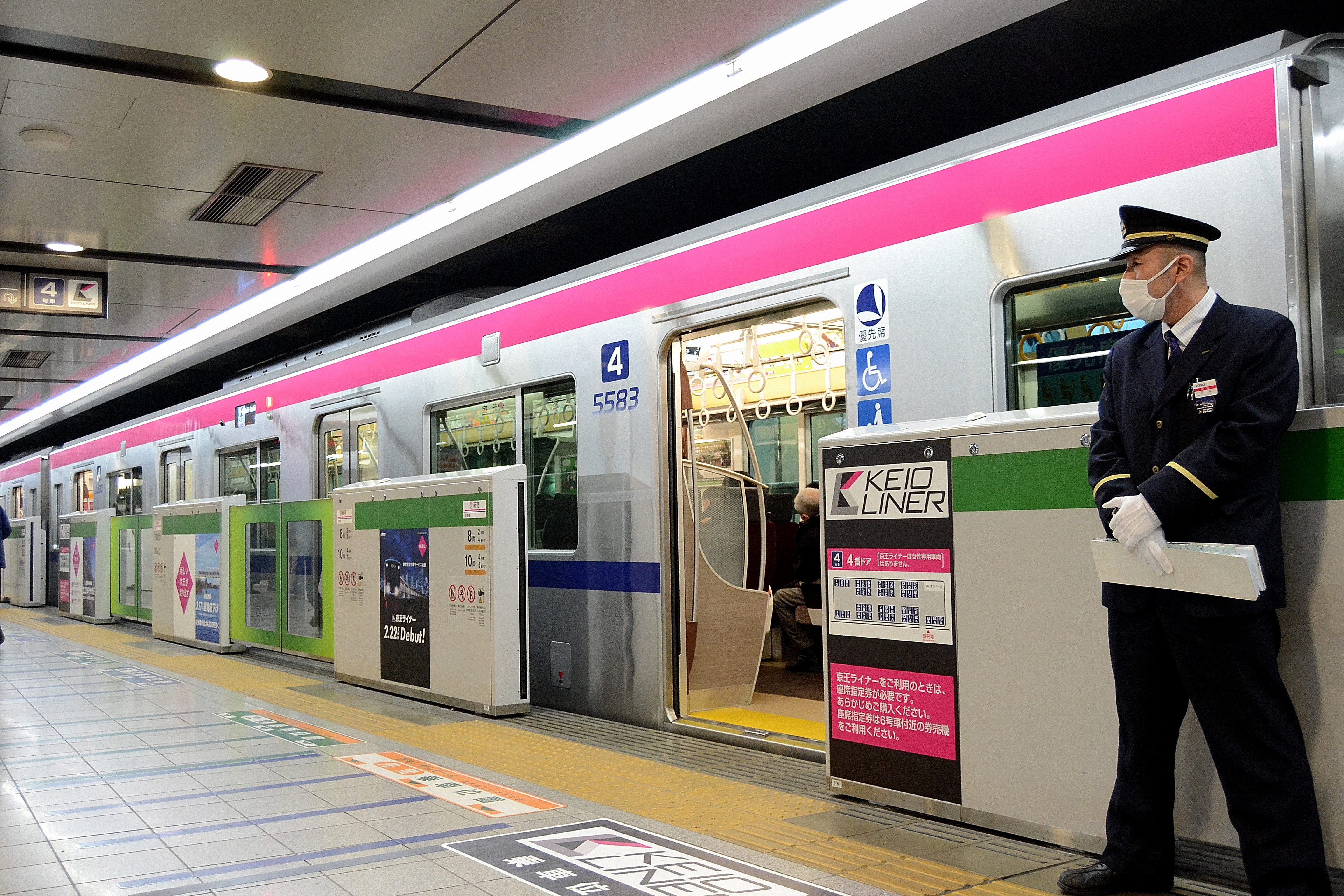
于新宿站内即将发车的KEIO LINER列车

周一至周五20时、周六的17时开始于新宿站发车，京王八王子方向与桥本方向各为一小时一班，共计一日十班。
工作日开往京王八王子的末班车于（30小时制下）24：00发车，开往桥本的末班车于24：20发车。

## 停车站
两条线路所有列车均于新宿站二站台发车。

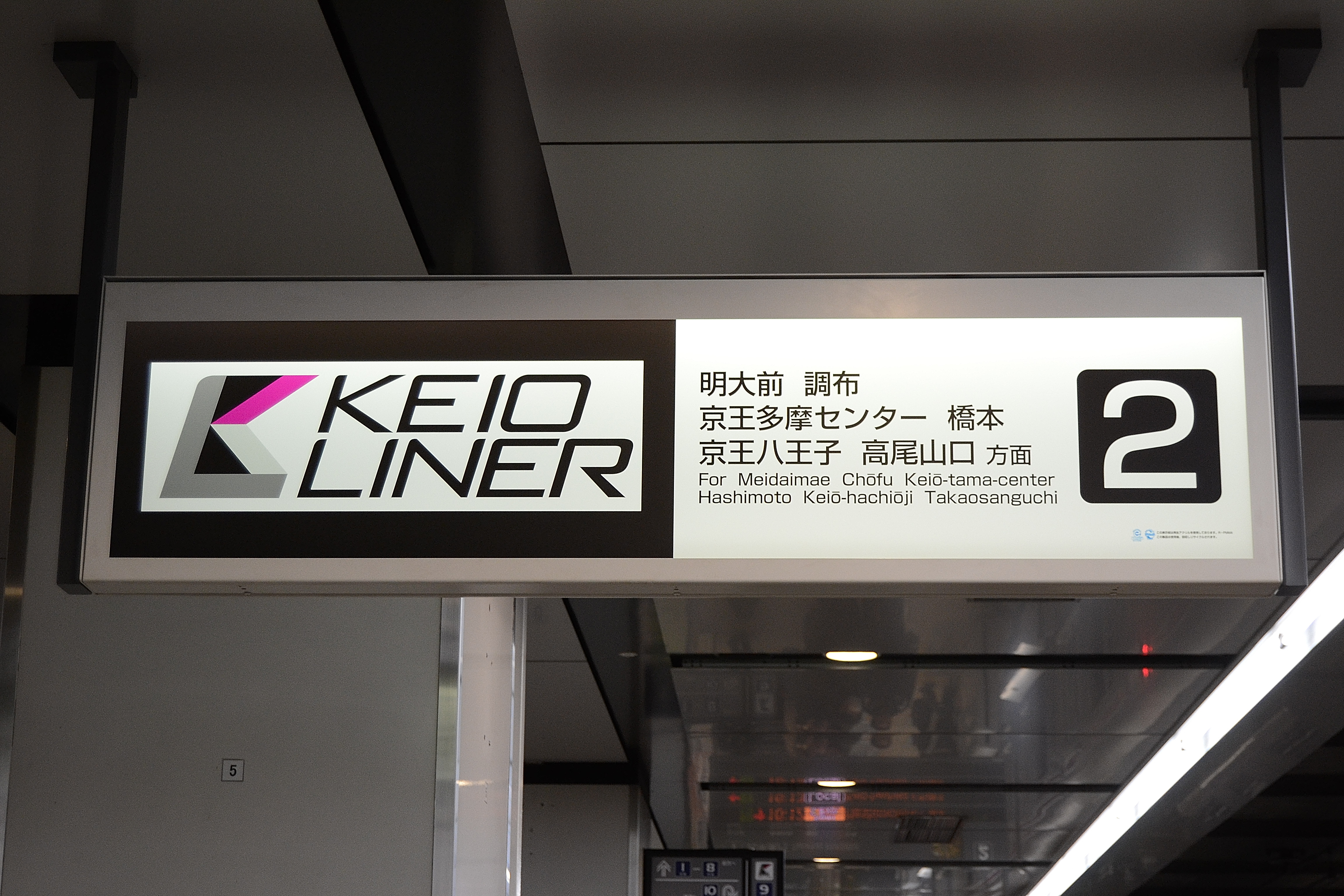
新宿站二站台的KEIO LINER标识

京王Liner在府中站/京王永山站后的停车站及运行时间与特急/準特急完全一致。因此，除新宿站外各站之时刻表上均直接使用与特急相同之符号表示京王Liner的时刻。

### 京王线
新宿站→府中站→分倍河原站→圣迹樱丘站→高幡不动站→北野站→京王八王子站（最快35分钟）

### 相模原线
新宿站→京王永山站→京王多摩中心站（最快24分钟）→南大泽站→桥本站

## 票制及购票

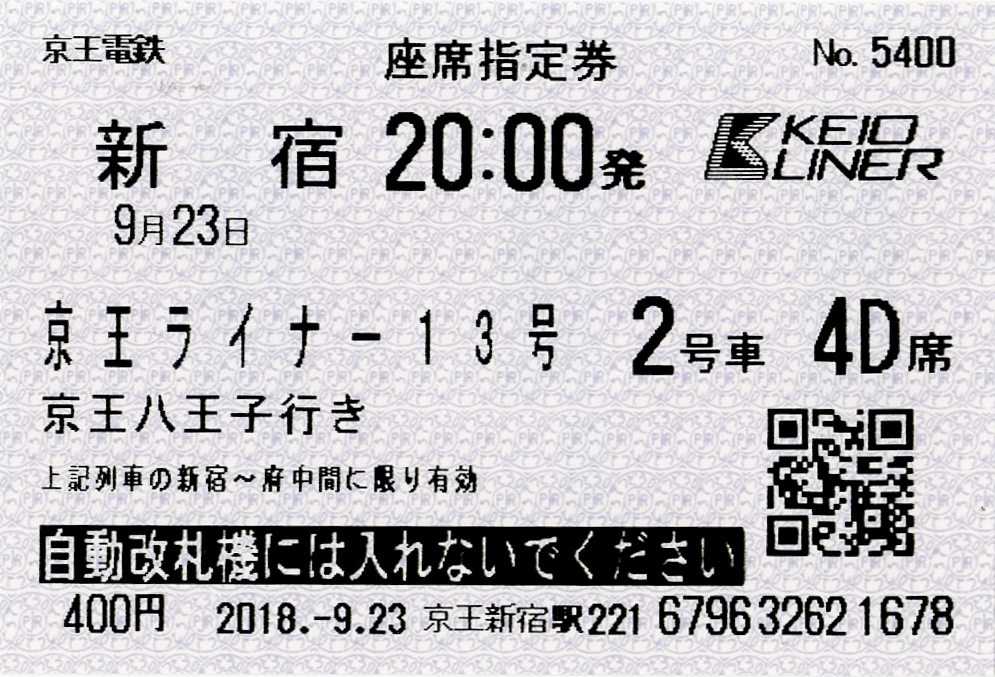
KEIO LINER的座席指定券

于新宿站乘车，除乘车券外还需要单独购买座席指定券。座席指定券的票价统一为400日元，儿童与成人价格相同。若未购买指定券即乘车，将会在车上被要求缴纳700日元车费，且这种情况下将不被保证一定有座位可供乘坐。于府中站/京王永山站及其后各站上车则与乘坐特急/準特急列车票价标准一致，不需要购买座席指定券。

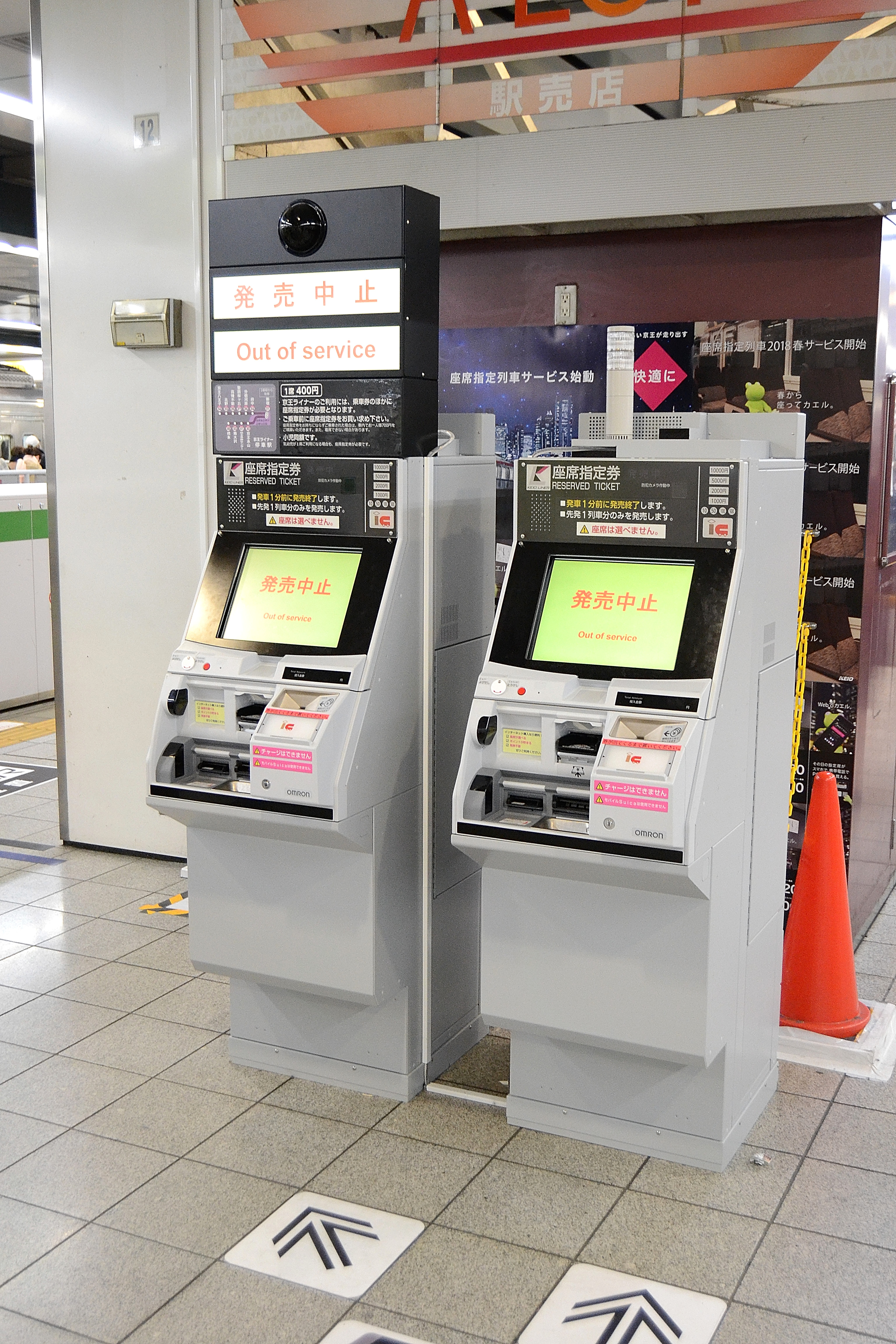
新宿站站台上的座席指定券专用售票机

座席指定券可于专门的购票网站（京王Ticketless Service （页面存档备份，存于））购买，亦可于乘车当天在新宿站设置的专用售票机购买。若于京王Ticketless Service购买时可提前一天预定座位，并在开车前一小时自动结算；此外，在发车前15分钟可以选定座席位置，在发车前五分钟可以选定车厢及座席的种类（靠窗或靠过道）、改签或退票。部分专用购票机购票时可以选定车厢，部分购票机仅支持使用IC卡支付。
京王Ticketless Service于目前（2018年11月）仅有日文页面。

## 使用车辆

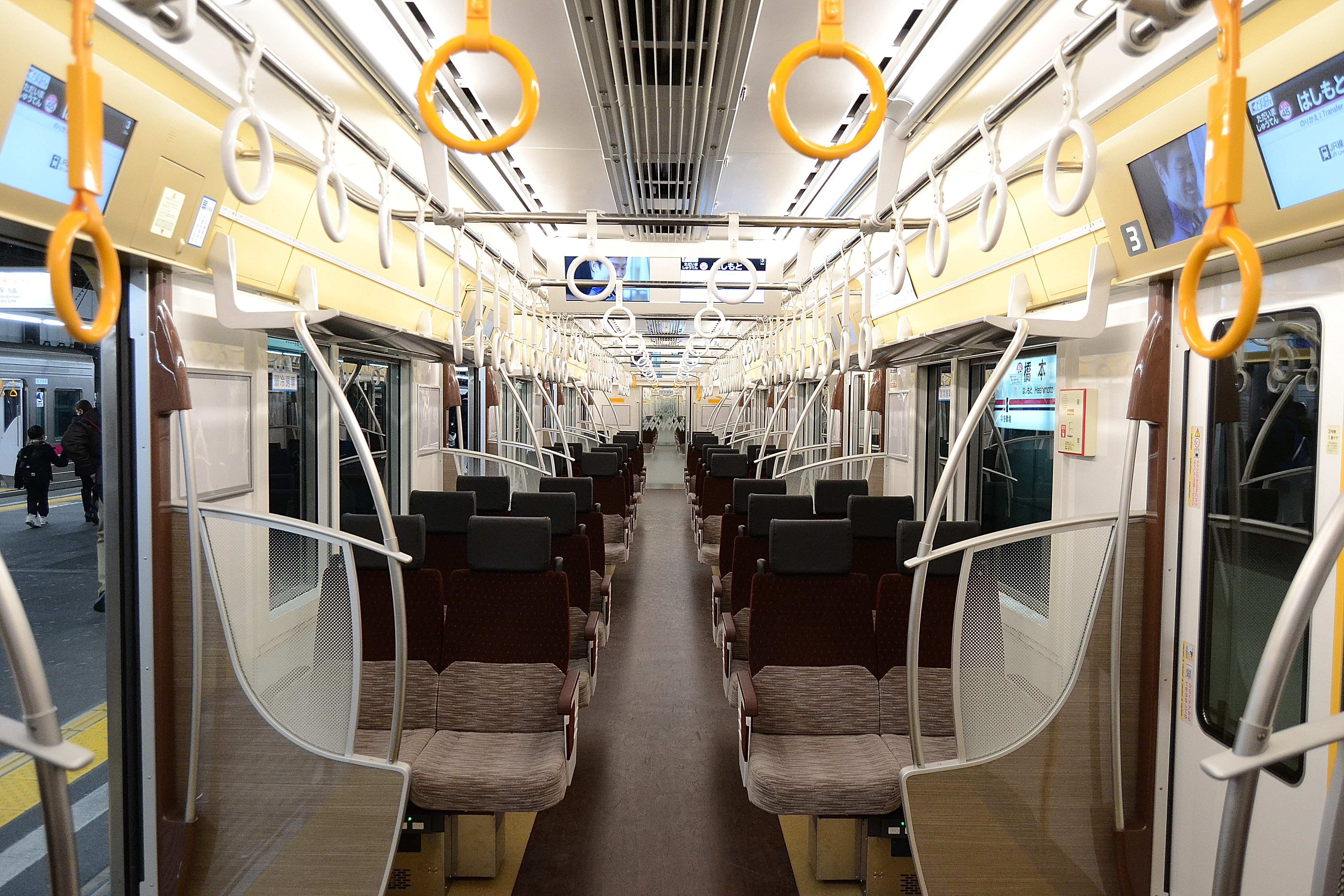
京王5000系电车内景。图中即为运行京王Liner时采用的横排座位布局。

使用京王5000系電聯車 (2代)运行。运行京王liner时列车内部改为使用暖色调LED照明，并采用横排座位布局（除车厢两端有三个座位的纵排座位各两组），每列车总座位数为438个。所有座席皆有电源插座可供使用，并有覆盖全车的免费Wifi。车厢两端的的纵排座位处有优先座席标识，于不需座席指定券的区间作为优先座席使用。